# Liste der Asienspielesieger im Handball
Die Liste der Asienspielesieger im Handball umfasst alle Medaillengewinner bei Handballwettbewerben während der Asienspiele seit 1982. Männerwettbewerbe gibt es durchgehend seit 1982, die Frauenwettbewerbe finden seit 1990 statt.

## Frauen
| Jahr | Austragungsort | Gold | Silber | Bronze |
| ---- | -------------- | --- | --- | --- |
| 1990 | Peking         | SüdkoreaBaek In-suk Cho Eun-hee Jang Ri-ra Jin Mi-suk Kang Sun-kyung Kim Tae-young Kong Ju Lee Im-suk Lee Jong-sim Lee Mi-young Lim Mi-kyung Oh Seong-ok Park Jeong-lim Park Young-sun Song Ji-hyun Suk Min-hee                   | Volksrepublik ChinaCeng Qiaozhen Di Chao Liu Siqing Liu Yuying Lu Guanghong Shi Wei Sun Xiulan Wang Tao Wang Wei Wang Yuehao Wu Xin Xie Meiping Xue Jinhua Yue Liane Zhang Hong Zhang Limei | Chinesisch TaipehChan Wen-chin Chang Mei-hung Chang Shan-chi Chao Wen-yu Chen Chiu-ping Chen Ya-hsueh Chiang Yu-fen Chou Chuan-chuan Hsu Jui-yu Hung Shu-fang Lin Pei-ling Lin Su-lin Wang Shu-min Wang Su-yueh Wu Chun-chiu Yang Shu-hua                                       |
| 1994 | Hiroshima      | SüdkoreaBaek Chang-suk Cha Jae-kyung Hong Jeong-ho Huh Young-sook Kim Eun-mi Kim Hyun-ok Kim Jeong-mi Kim Mi-sim Kim Rang Ku Ae-kyung Lee Ho-youn Lee Sang-eun Moon Hyang-ja Nam Eun-young Oh Seong-ok Oh Yong-ran                | JapanMotoko Haji Harumi Higa Mio Ichiki Emiko Kamide Yuko Kawashima Naoko Kida Akiko Komatsu Emi Matsumoto Yukiko Matsushita Midori Murayama Takako Nishiguchi Seiko Nishimura Satoko Omata Mineko Tanaka Izumi Tanimoto Yuka Yamakawa                                                            | Volksrepublik ChinaChe Zhihong Chen Haiyun Cong Yanxia Di Chao Guo Dan He Chengfen Huang Shuping Li Jianfang Shi Shuiwen Shi Wei Wang Wei Wang Weiqing Wang Yuehao Zhang Ruizhen Zhu Lizhen                                                                                     |
| 1998 | Bangkok        | SüdkoreaCho Hee-jung Han Sun-hee Huh Soon-young Kim Eun-gyung Kim Eun-mi Kim Hyang-ki Kim Hyang-ok Kim Hyun-ok Kwag Hye-jeong Lee Jae-kyung Lee Nam-soo Lee Sang-eun Lee Yoon-jung Oh Soon-yol Oh Yong-ran Yoon Sung-mi           | NordkoreaIm Hyon-ae Ji Ok-ran Kim Kyong-hui Ku Yong-ae Paek Myong Pak Chun-bok Ri Chung-sil Ri Hui-yong Ri Hyon-sil Ri Mi Rim Kil-hwa Yu Myong-hui Yun Kyong-ok | JapanAkane Aoto Mie Fujiura Namiko Ikeda Naomi Kobayashi Mariko Komatsu Yuko Kumagai Mitsuko Kurachi Emi Matsumoto Naomi Miyamoto Tomomi Nakamura Masako Okidoi Mineko Tanaka Miyoko Tanaka Yumiko Tanaka Ayako Yamaguchi Michiko Yamashita                                     |
| 2002 | Busan          | SüdkoreaLee Nam-soo Kim Hyang-ki Huh Soon-young Kim Eun-gyung Jang So-hee Kim Hyun-ok Kim Cha-youn Lee Seul-hee Huh Young-sook Moon Kyeong-ha Kim Cheong-sim Chung Eun-hee Woo Sun-hee Son Myung-hee Myoung Bok-hee Choi Im-jeong | KasachstanOlga Travnikova Yelena Kozlova Olga Zolina Irina Borechko Marina Buzmakova Svetlana Grasmik Lyazzat Kilibayeva Olga Yegunova Liliya Zubkova Lyudmila Sidorenko Natalya Kubrina Irina Lang Natalya Shapovalova Irina Melnikova Yuliya Puzanova Olga Adzhiderskaya                        | Volksrepublik ChinaWang Xiaojiong Zhai Chao Liu Yun Li Bing Shi Wei Li Yang Chen Haiyun Zhu Hongxia Wu Yanan Liu Xiaomei Che Zhihong Yu Geli Zhao Ying Li Weiwei Li Xin |
| 2006 | Doha           | SüdkoreaWoo Sun-hee Yoon Hyun-kyung Huh Soon-young Lee Gong-joo An Jung-hwa Yu Ji-yeong Kim Cha-youn Huh Young-sook Moon Kyeong-ha Park Chung-hee Kwon Geun-hae Lee Min-hee Myoung Bok-hee Kang Ji-hey Choi Im-jeong Moon Pil-hee | KasachstanOlga Travnikova Olga Adzhiderskaya Marina Buzmakova Irina Borechko Marina Pikalova Alexandra Yefimova Lyazzat Kilibayeva Yelena Kozlova Gulnar Mendybayeva Yelena Portova Natalya Kubrina Anastassiya Batuyeva Yuliya Goncharova Yevgeniya Nikolayeva Natalya Yakovleva Yana Vassilyeva | JapanSachiko Katsuda Yuko Arihama Mariko Komatsu Kaori Onozawa Akiko Kinjo Hitomi Sakugawa Tomoko Sakamoto Aiko Hayafune Kimiko Hida Keiko Mizuno Noriko Omae Hisayo Taniguchi Mami Tanaka Kazusa Nagano Eiko Yamada Akie Uegaki                                                |
| 2010 | Guangzhou      | Volksrepublik ChinaXu Mo Wei Qiuxiang Ma Ling Li Bing Luan Zheng Li Yao Zhou Meiwei Wang Shasha An Ni Huang Hong Liu Xiaomei Sun Mengying Sha Zhengwen Li Weiwei Zhao Jiaqin Yan Meizhu                                           | JapanMegumi Takahashi Aimi Ito Akie Uegaki Akina Shinjo Kaori Nakamura Shio Fujii Kumi Mori Karina Maki Hiromi Tashiro Yuko Arihama Kaoru Yokoshima Mayuko Ishitate Rika Wakamatsu Kaori Fujima Aiko Hayafune Sayo Shiota                                                                         | SüdkoreaWoo Sun-hee Kim On-a Huh Soon-young Baek Seung-hee Bae Min-hee Kim Cha-youn Yoon Hyun-kyung Moon Kyeong-ha Ryu Eun-hee Nam Hyun-hwa Lee Min-hee Myoung Bok-hee Kang Ji-hey Jung Ji-hae Moon Pil-hee Lee Eun-bi                                                          |
| 2014 | Incheon        | SüdkoreaPark Sae-young Kim Seon-hwa Jung Yu-ra Won Seon-pil Ryu Eun-hee Park Mi-ra Yoo Hyun-ji Kim Jin-yi Choi Su-min Song Mi-young Sim Hae-in Jung Ji-hae Kim On-a Lee Eun-bi Woo Sun-hee Gwon Han-na                            | JapanKimiko Hida Megumi Honda Mikako Ishino Arata Nishikiori Kaoru Yokoshima Chie Katsuren Aya Yokoshima Yui Sunami Sato Shiroishi Yuko Arihama Mayuko Ishitate Rino Aizawa Kaori Fujima Nozomi Hara Shiori Nagata Anri Matsumura                                                                 | KasachstanYevgeniya Tsupenkova Rizagul Mukanova Olga Tankina Marina Pikalova Viktoriya Kolotinskaya Xeniya Volnukhina Anastassiya Rodina Yelena Suyazova Tatyana Parfenova Natalya Ilyina Irina Alexandrova Irina Danilova Yelena Klimenko Polina Mikhailova Kristina Kapralova |

## Männer
| Jahr | Austragungsort | Gold | Silber | Bronze |
| ---- | -------------- | --- | --- | --- |
| 1982 | Neu-Delhi      | Volksrepublik ChinaCai Jianguo Deng Shanjun Gao Zhongxin Hu Weidong Jin Bailan Li Yingcai Min Yue Song Anwen Sun Tie Wang Xiong Wang Yueting Wei Heping Wu Mingqun Xie Jiyong                                                                                  | JapanSeimei Gamō Takashi Ikenoue Yasuo Ikoma Eiichi Ino Hidetada Ito Koji Matsui Toru Nagano Kiyoshi Nishiyama Takahiro Ohata Koji Saito Yoshihiro Shiga Shunji Takagi Akira Tsugawa Shinji Yamamoto                                                                          | SüdkoreaChoi Jung-ho Choi Tai-sub Kang Duk-soo Kang Jae-won Kang Sae-yong Kang Tae-koo Kim Young-nam Lee In-chul Lee Sang-hyo Lee Sang-woo Lim Jae-sik Lim Kyu-ha Lim Young-chul Oh Sae-hoon Park Byung-hong Shim Jung-man                                                                      |
| 1986 | Seoul          | SüdkoreaBae Sang-ki Choi Tai-sub Hong Sung-woong Hwang Yo-na Kang Jae-won Kim Jae-hwan Koh Suk-chang Lee Jong-kyung Lee Sang-hyo Lim Jin-suk Lim Kyu-ha Park Do-hun Park Kwang-soo Park Young-dae Shin Young-suk Yoon Tae-il                                   | Volksrepublik ChinaDeng Shanjun Di Wenming Dong Chao Huang Ping Jiang Shanming Jun Baocheng Meng Yousheng Shan Shuo Shao Zhixiong Wang Feng Wang Kan Wei Heping Xue Manyan Yu Wei Zhang Ming Zhao Zhiwei                                                                      | JapanKazumitsu Aso Izumi Fujii Osamu Ichikawa Hidetada Ito Kazuhiro Miyashita Hiroki Naitou Kiyoshi Nishiyama Takahiro Ohata Shinji Okuda Yoshihiro Shiga Shinichi Shudo Koji Tachiki Takashi Taguchi Seiichi Takamura Kenji Tamamura Hiroshi Yanai                                             |
| 1990 | Peking         | SüdkoreaCho Bum-yun Cho Chi-hyo Cho Young-shin Choi Suk-jae Huh Young-sun Kang Jae-won Kim Jae-hwan Lee Hak-myun Lee Ki-ho Lee Sang-sup Lee Suik-houng Moon Byung-wook Park Do-hun Shim Jae-hong Sung Sun-yong Yoon Kyung-shin                                 | JapanTetsuo Akiyoshi Yukihiro Hashimoto Akiyoshi Kai Takao Kawahara Kazuhiro Miyashita Tsuyoshi Nakayama Shintaro Saito Kiyoharu Sakamaki Shinichi Shudo Takashi Taguchi Daiji Takeda Hideo Takeda Kenji Tamamura Kazuhiko Uozumi Toshiyuki Yamamura Hiroshi Yanai            | Saudi-Arabien |
| 1994 | Hiroshima      | SüdkoreaBaek Sang-suh Cho Bum-yun Cho Chi-hyo Cho Young-shin Huh Young-sun Jung Joo-sung Jung Kang-wook Lee Hak-myun Lee Ki-ho Lee Min-woo Lee Sang-sup Lee Sok-wang Lee Suik-houng Lee Sun-soon Moon Byung-wook Yoon Kyung-shin                               | JapanTakashi Fujii Toshiyuki Gennai Yukihiro Hashimoto Koichi Hayashi Noriaki Hotta Koichi Inoue Masanori Iwamoto Sumitaka Miwa Tsuyoshi Nakayama Shinichi Shudo Masahiro Sueoka Masahiko Tanaka Shigeru Tanaka Eiji Tomimoto Kazuhiko Uozumi Hiroshi Watanabe                | Volksrepublik ChinaGuo Weidong He Jun Li Long Liu Dedong Lu Wanhong Lü Hao Ma Haiyong Song Gang Wang Xia Wang Xindong Wu Jian Yan Tao Zhang Hongjun Zhang Jingmin |
| 1998 | Bangkok        | SüdkoreaBaek Sang-suh Chang Joon-sung Cho Bum-yun Choi Hyun-ho Han Kyung-tai Hwangbo Sung-il Jung Kang-wook Kim Sung-heon Lee Jae-woo Lee Suik-houng Lim Seong-sik Paek Won-chul Park Jung-jin Shin Chang-ho Yoon Kyung-min Yoon Kyung-shin                    | KuwaitQaied al-Adwani Saad al-Azemi Abdulrazzaq al-Boloushi Yousef al-Fadhli Adel al-Kahham Ahmad al-Kandari Khaldoun al-Khashti Khalifa al-Khashti Khaled al-Mulla Raed al-Zoabi Abu Marzouq Ali Murad Mubarak Mushawih Abdullah Saleh Walid Salmin Meshal Swailem           | JapanTakashi Fujii Yukihiro Hashimoto Kazuyuki Hihara Yoshitaka Hiromasa Masanori Iwamoto Yuji Kakutani Kiyoshi Kayaba Toru Moriyama Tsuyoshi Nakayama Norihiro Sasaki Masahiro Sueoka Yuichi Sugiyama Eiji Tomimoto Toshihiro Tsubone Shoichi Tsuji Osamu Yamaguchi                            |
| 2002 | Busan          | SüdkoreaHan Kyung-tai Hwangbo Sung-il Kim Tea-wan Yoon Kyung-min Jeong Seo-yoon Lim Seong-sik Chang Joon-sung Nam Kwang-hyun Yoon Kyung-shin Park Min-chul Lee Jun-hee Kang Il-koo Lee Jae-woo Park Jung-jin Lee Byung-ho Paek Won-chul                        | KuwaitAbdulrazzaq al-Boloushi Hasan al-Shatti Fahad al-Azemi Waleed al-Hajraf Husain Siwan Ali al-Haddad Ahmad al-Kandari Abdullah al-Theyab Yousef al-Fadhli Salah al-Marzouq Abdulaziz Balous Meshal Swailem Mohammad al-Fadhli Saad al-Azemi Ali Murad Faisal Siwan        | KatarNawaf al-Suwaidi Mohamed Saad al-Saad Rashid al-Remaihi Mohammed al-Mansoori Abdulla Saad al-Saad Adnan al-Ali Khalid al-Sabea Ahmed Saad al-Saad Mubarak Bilal al-Ali Yousef Ashoor Nasser Saad al-Saad Mahmoud Ali Shayef Badi Johar Yousef al-Maalem Borhan al-Turki Meshaal al-Sulaiti |
| 2006 | Doha           | KuwaitTorki al-Khalidi Bader Abbas Abdulaziz al-Zoabi Faisal al-Mutairi Saleh al-Jaimaz Husain Siwan Fahad Rabie Abdullah al-Theyab Yousef al-Fadhli Ali al-Haddad Mahdi al-Qallaf Meshal Swailem Hamad al-Rashidi Ali al-Mithin Saad al-Azemi Ali Murad       | KatarAnas al-Suweidan Adnan al-Ali Khalid al-Hashmi Rashid al-Remaihi Samir Hashim Abdulla Saad al-Saad Mohamed Bajawi Mohammed Walid Ghazal Ahmed Saad al-Saad Mubarak Bilal al-Ali Mohsin Yafai Yousef Ashoor Fawaz al-Moadhadi Khalid al-Marri Yousef al-Maalem Badi Johar | IranIman Ehsannejad Mohammad Reza Rajabi Mohammad Reza Jafarnia Hani Zamani Masoud Zohrabi Saeid Pourghasemi Mostafa Sadati Allahkaram Esteki Farid Alimoradi Alireza Rabie Hossein Shahabi Ali Akbar Khoshnevis Rasoul Dehghani Peiman Sadeghi Hojjat Rahshenas                                |
| 2010 | Guangzhou      | SüdkoreaLee Chang-woo Jeong Yi-kyeong Sim Jae-bok Park Kyung-suk Kim Tea-wan Jung Su-young Park Jung-geu Lee Sang-uk Park Chan-young Oh Yun-suk Lee Tea-young Kang Il-koo Lee Jae-woo Yu Dong-geun Paek Won-chul Yoon Kyung-shin                               | IranAbbas Asadzadeh Milad Masaeli Mohammad Reza Rajabi Ehsan Abouei Omid Sekenari Sajjad Esteki Masoud Zohrabi Mostafa Sadati Allahkaram Esteki Javad Khorramipour Erfan Saeidi Mehrdad Samsami Jalal Kiani Saeid Barkhordari Mohammad Mehdi Askari Mehdi Bijari              | JapanKatsuyuki Shinouchi Kenji Toyoda Makoto Suematsu Hideyuki Murakami Daisuke Miyazaki Toru Takeda Satoshi Fujita Hidenori Kishigawa Morihide Kaido Toshihiro Tsubone Kyosuke Tomita Jun Mori Masayuki Matsumura Yoshiaki Nomura Tetsuya Kadoyama Shusaku Higashinagahama                     |
| 2014 | Incheon        | KatarHamdi Missaoui Ameen Zakkar Hassan Mabrouk Bertrand Roiné Rafael Capote Abdulla al-Karbi Abdulrazzaq Murad Yousuf al-Abdulla Eldar Memišević Goran Stojanović Borja Vidal Kamalaldin Mallash Youssef Benali Hamad Madadi Hadi Hamdoon Mahmoud Hassab Alla | SüdkoreaJeong Yi-kyeong Sim Jae-bok Park Kyung-suk Yu Dong-geun Jung Su-young Park Jung-geu Lee Sang-uk Lim Duk-jun Oh Yun-suk Lee Dong-myung Hwang Do-yeop Yoon Ci-yoel Lee Hyeon-sik Lee Eun-ho Eom Hyo-won Lee Chang-woo                                                   | BahrainAli Abdulla Eid Mahmood Abdulqader Hasan al-Fardan Hasan al-Samahiji Jaafar Abdulqader Sadiq Ali Mahdi Madan Mohamed Merza Mohamed Abdulhusain Mohamed al-Maqabi Jasim Radhi Jasim al-Salatna Husain Ali Ali Merza Ali Abdulqader Husain al-Sayyad                                       |